# چک دوکور
چک دوکور (انگلیسی: Cheick Doukouré؛ زادهٔ ۱۱ سپتامبر ۱۹۹۲) بازیکن فوتبال اهل ساحل عاج است.
از باشگاه‌هایی که در آن بازی کرده‌است می‌توان به باشگاه فوتبال متس و باشگاه فوتبال لوریان اشاره کرد.
وی همچنین در تیم‌های ملی فوتبال زیر ۱۸ سال فرانسه، زیر ۱۹ سال فرانسه، و ساحل عاج بازی کرده‌است.